# Теславский, Георгий Александрович
Георгий Александрович Теславский (1900 год, Вишлёво, Корешевская волость, Островский уезд, Псковская губерния, Российская империя — 16 августа 1972 года, Буэнос-Айрес, Аргентина) — эмигрантский деятель, сценарист, режиссёр, русский поэт, писатель и публицист.

## Биография
Родился в 1900 году в родовом имении Вишлёво в Псковской губернии. Окончил гимназию имени Александра Невского в Пскове. В 1917 году поступил в Петроградский политехнический институт. Осенью 1918 года вступил в Псковский добровольческий корпус. С весны 1919 года служил в 1-й Псковской артиллерийской батарее. В июле 1919 года был ранен во время наступлении белых войск на Петроград. Во время осеннего наступления на Петроград служил в Егерском кавалерийском полку. После поражения Северо-Западной армии Николая Юденича был интернирован и находился в лагере в Эстонии. После освобождения из лагеря отправился в Польшу, где присоединился к отряду Станислава Булак-Балаховича. После короткой военной кампании осенью 1920 года был интернирован и содержался в польском лагере для военнослужащих. После освобождения проживал в Варшаве. Взял себе псевдоним Ежи Теславский. Организовав музыкальный ансамбль, выступал в различных польских городах. Был автором многочисленных музыкальных композиций.
В 1928 году окончил Кинематографический институт в Варшаве. Женился на польской актрисе Ине Бените. Через два года их брак распался, после чего проживал в Лентварисе и Друскининкае, где начал писать свои первые стихотворения. Возвратившись через несколько лет в Варшаву, издал поэтический сборник «Орлиные полёты». В 1930 году был режиссёром польского фильма «Mascotte» В 1934 году написал сценарий для польского фильма «Ганка», который сам поставил под псевдонимом «Ежи Даль-Атан». 
В конце 30-х годов XX столетия переехал в Германию. После нападения Германии на Советский Союз принял решение бороться с советской властью и присоединился к Русской освободительной армии. Служил в 1-й Казачьей кавалерийской дивизии, которая принимала участие в боевых действиях на Балканах. В конце войны в составе 1-й Русской национальной армии перешёл в Лихтенштейн, где был интернирован союзническими войсками, потом находился в лагере для перемещённых лиц, где скрывался от выдачи советским властям под фамилией Чеславский. После освобождения из лагеря перемещённых лиц проживал в Западной Германии, откуда выехал в Аргентину. Будучи в Аргентине, писал статьи в журнале «Часовой» под псевдонимом «Юрий Псковитянин». В 1956 году опубликовал поэтический сборник «Сказы. Сборник поэзии о зачатии Руси, от Двуглавого орла до Белого знамени (на исчерпании)». Принимал участие в деятельности эмигрантских монархических организаций.
Последние годы своей жизни проживал в Буэнос-Айресе, где основал литературную группу «Литературное содружество имени Александра Пушкина». С начала 70-х годов XX столетия занимался издательской деятельностью и был главным редактором периодического издания «Смена». Написал сценарий об аргентинском национальном герое Сан-Мартине и снял о нём фильм.
16 августа 1972 года погиб под колёсами поезда около Буэнос-Айреса. Похоронен в усыпальнице храма Всех Святых в районе Итусайнго.

## Сочинения
- «Орлиные полёты», поэтический сборник, тип. Е. Котляревского, 1939, Вильно
- «Сказы. Сборник поэзии о зачатии Руси, от Двуглавого орла до Белого знамени (на исчерпании)», поэтический сборник, Буэнос-Айрес, 1956;
- «Скиф», роман, Буэнос-Айрес, 1964;
- «Смута», роман, Буэнос-Айрес, 1970—1972 гг.
- «Светотени», роман, Буэнос-Айрес, 1972
- «Симфония смерти», роман, Буэнос-Айрес, 1972.

## Награды
- Орден Святого Георгия III степени;
- Орден Святого Георгия IV степени.